# Polisstyrelsen

Finlands polis emblem

Polisstyrelsen (finska: Poliisihallitus) är ett centralt ämbetsverk som leder och styr den operativa polisverksamheten i Finland under Inrikesministeriet. Polisstyrelsens uppgift är att planera, utveckla, leda och övervaka polisverksamheten och dess stödfunktioner. Polisstyrelsen svarar för att medborgarna får polisens tjänster på ett likvärdigt och högklassigt sätt på olika håll i Finland. Den svenska Rikspolisstyrelsen och dess efterträdare sedan 2015, Nationella operativa avdelningen, har motsvarande uppgifter i Sverige.
Polisstyrelsen finns i Helsingfors och omfattar dessutom lotteriförvaltningen och vapenförvaltningen i Riihimäki och tillsynen över säkerhetsbranschen i S:t Michel. Polisstyrelsen leds av polisöverdirektören.
Under Polisstyrelsen lyder polisinrättningarna och polisens riksomfattande enheter Centralkriminalpolisen och Polisyrkeshögskolan. Polisstyrelsen ansvarar för resultatstyrningen av dessa enheter.
Polisstyrelsen var även - före 2015 - ett statligt organ i Sverige som beslutade i viktiga frågor av övergripande karaktär vid de dåvarande polismyndigheterna i respektive län i Sverige. Polisstyrelser avskaffades i och med att polisen blev en sammanhållen myndighet år 2015. Polisstyrelsernas uppgifter sköttes innan 1998 av länsstyrelsen

## Lokala polisinrättningar
Den lokala polisen utgörs av 11 polisinrättningar. Lokalpolisens servicenät består av huvudpolisstationen, polisstationer, polisens serviceställen och samserviceställen.
Polisinrättningarna är:
- Polisinrättningen i Helsingfors
- Polisinrättningen i Inre Finland
- Polisinrättningen i Lappland
- Polisinrättningen i Sydvästra Finland
- Polisinrättningen i Sydöstra Finland
- Polisinrättningen i Tavastland
- Polisinrättningen i Uleåborg
- Polisinrättningen i Västra Nyland
- Polisinrättningen i Österbotten
- Polisinrättningen i Östra Finland
- Polisinrättningen i Östra Nyland

Polisen har en styrka på ca 7 300 polismän i Finland. Antalet har minskat under de senaste åren på grund av besparingarna inom polisen.